# AT&T
Cet article traite de l'actuelle AT&T (AT&T Inc.). Pour l'opérateur historique américain fondé en 1885 et disparu en 2005, voir l'article American Telephone & Telegraph. Voir aussi la page d'homonymie ATT .
AT&T est le plus grand fournisseur de services téléphoniques locaux et longues distances et de xDSL des États-Unis et le 2e opérateur de services mobiles. Le siège social mondial d'AT&T est basé à Dallas, au Texas. Anciennement SBC Communications, Inc., la compagnie a abandonné son nom commercial pour prendre la célèbre appellation AT&T et le symbole T sur le marché boursier (pour « téléphone ») après son acquisition d'AT&T Corporation en 2005. Elle était, d'après le Forbes Global 2000 de 2017, la onzième entreprise mondiale.
Sa filiale AT&T Mobility est l'un des 2 plus gros fournisseurs de téléphonie mobile aux États-Unis (avec Verizon Wireless).
Depuis l'éclatement de l'American Telephone and Telegraph Company en 1984, la plupart des compagnies en ont profité pour se développer (les Baby Bells) et fusionner en trois principaux groupes américains de télécommunications : Verizon, AT&T Inc et Qwest (devenu CenturyLink en 2010). Ces groupes ont été formés à partir d'anciennes composantes de l'American Telephone and Telegraph Company. Pour la nouvelle AT&T, cela inclut principalement certaines Bell Operating Companies et la division longue distance.

## Histoire

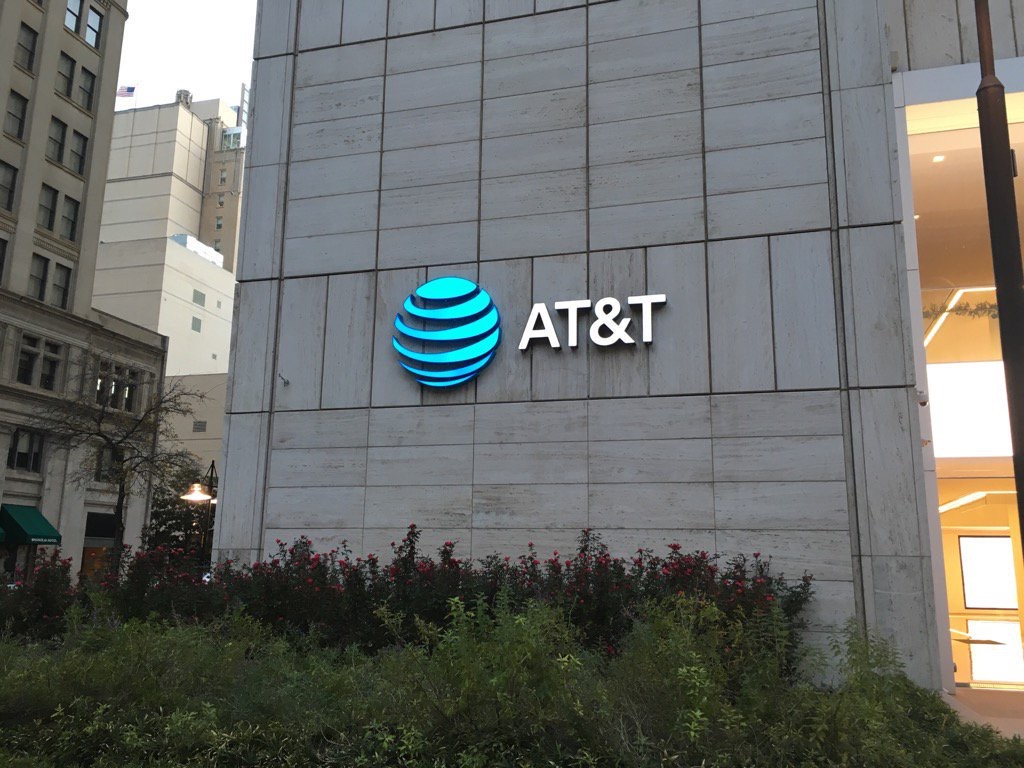
Quartier général de AT&T's corporate à Dallas, au Texas.

### Création, expansion
AT&T Inc. est fondée en 1983 sous le nom de Southwestern Bell Corporation, avec son siège à Saint-Louis dans le Missouri. C'était une des sept Regional Bell Operating Companies originelles, également connues comme les Baby Bells. La création de la société, en tant que holding détentrice de la Southwestern Bell Telephone Company, découle de l'action anti-trust intentée contre l’American Telephone & Telegraph en 1975, et jugée en 1982. Elle prend totalement le contrôle de la Southwestern Bell Telephone le 1er janvier 1984.
En 1993, la Southwestern Bell Corp. déménage son siège à San Antonio au Texas, puis, au cours du meeting annuel des actionnaires de 1995, annonce que son nom va être modifié pour devenir SBC Communications, Inc. Le changement de dénomination participe à l'effort de renforcement de ses parts de marché nationales et mondiales. La compagnie affirme alors que SBC ne signifie plus Southwestern Bell Corporation et ajoute que ce sigle n'a pas de signification.
SBC (comme l'autorise le Telecommunications Act de 1996) fait ensuite l'acquisition, en 1997, d'une autre Baby Bell, la Pacific Telesis, qui opérait dans le Nevada et la Californie, et de l'ancienne franchise indépendante du système Bell, SNET (Southern New England Telephone).
SBC annonce ensuite son projet d'acquérir Ameritech, l'opérateur Bell régional pour l'Illinois, l'Indiana, le Michigan, l'Ohio et le Wisconsin, puis annonce à la FCC (Federal Communications Commission) qu'il ouvrira à tous ses concurrents les marchés locaux où il serait en position de monopole si la FCC autorisait cette acquisition. La FCC donne son feu vert et en mai 1998, SBC et Ameritech annoncent que la fusion va avoir lieu. Après avoir procédé à de nombreux changements organisationnels (comme la vente d'Ameritech Wireless à la GTE - General Telephone and Electronics) pour satisfaire aux demandes des états et des régulateurs fédéraux, la fusion a lieu le 8 octobre 1999. La FCC inflige plus tard à la SBC une amende de 6 millions de dollars pour avoir failli à certaines exigences qui avaient été négociées pour obtenir son accord quant à la fusion.
Le 1er novembre 1999, SBC est intégrée à l'indice boursier Dow Jones Industrial Average.
En 2002, SBC cesse de promouvoir ses compagnies satellites sous différents noms et choisit de donner à ses filiales le statut de Doing business as (d/b/a) selon les États dans lesquelles lesdites filiales opèrent (une pratique déjà utilisée chez Ameritech depuis 1993) et leur donne des noms d/b/a en fonction de leur localisation régionale.

### L'acquisition de AT&T Corporation

Le 31 janvier 2005, SBC annonce qu'il souhaite acquérir AT&T pour plus de 16 milliards de dollars. L'annonce est faite presque huit ans après que SBC et AT&T ont mis fin à leur première discussion en vue de leur fusion, et environ un an après l'échec de négociations similaires avec BellSouth. Les actionnaires d'AT&T, réunis à Denver, approuvent la fusion le 30 juin 2005. Le département de la Justice donne son feu vert le 27 octobre et la FCC le sien le 31 du même mois. La fusion est effective le 18 novembre 2005. SBC est rebaptisé AT&T Inc. et adopte un nouveau logotype.
Le 1er décembre 2005, la société commence ses échanges boursiers sous le symbole historique « T » dans le NYSE (New York Stock Exchange). Pour le différencier de la précédente entité, AT&T est appelée formellement « AT&T Inc », au lieu de « AT&T Corp ».

### L'acquisition deBellSouth
Le 29 décembre 2006, la FCC donne son accord pour l'acquisition de BellSouth estimée à 86 milliards de dollars (soit 1,325 actions d'AT&T pour une action de BellSouth selon le cours à la fermeture du 29 décembre 2006). La nouvelle entité conserve le nom d'AT&T. La transaction consolida son emprise sur Cingular Wireless et Yellowpages.com, anciennement des coentreprises de BellSouth et AT&T. Tous les services, y compris les services mobiles sont actuellement fournis sous le nom AT&T.

### Transition vers de nouveaux médias
En 2007, le nouveau PDG et directeur du conseil d'administration, Randall Stephenson, a expliqué comment les services mobiles sont devenus le cœur du « nouveau » AT&T. Avec le déclin des activités traditionnelles de téléphonie domestique, AT&T prévoit de développer de nouveaux médias comme VideoShare ou U-Verse, et d'étendre ses parts de marché dans l'accès à Internet à haut débit dans les zones rurales. Le 29 juin 2007, AT&T annonce son acquisition de Dobson Communications.
En décembre 2013, AT&T annonce la vente de son réseau fixe au Connecticut à Frontier Communications pour 2 milliards de dollars (environ 1,8 milliard d'euros).
En mai 2014, AT&T annonce l'acquisition de DirecTV, une entreprise américaine de télévision par satellite, pour 48,5 milliards de dollars (environ 43,4 milliards d'euros). En juin 2014, AT&T vend à Carlos Slim sa participation dans America Movil pour 5,57 milliards de dollars (environ 4,99 milliards d'euros). En novembre 2014, AT&T annonce l'acquisition du troisième opérateur téléphonique du Mexique Iusacell pour 1,7 milliard de dollars (environ 1,5 milliard d'euros).
En janvier 2015, AT&T acquiert les activités mexicaines de l'entreprise de télécom en faillite NII Holdings pour 1,875 milliard de dollars, 1,678 milliard d'euros.
En octobre 2016, AT&T annonce l'acquisition de Time Warner pour 85 milliards de dollars (environ 76 milliards d'euros), alors qu'il possède déjà 120 milliards de dollars (107 milliards d'euros) de dettes et uniquement 7 milliards de dollars (l'équivalent de 6 milliards d'euros) de liquidités. Cette mégafusion devrait être finalisée d’ici à la fin de 2017. Cette nouvelle offre de contenus doit permettre à AT&T d’« innover avec de nouvelles options publicitaires qui, combinées aux abonnements, contribueront à financer la création de contenus ». Cette fusion renforce le processus de consolidation à l’œuvre dans les télécoms et les médias dont l'objectif est de s’adapter aux nouveaux comportements des téléspectateurs.
En avril 2017, AT&T annonce vouloir acquérir Straight Path Communications pour 1,25 milliard de dollars (l'équivalent d'environ 1,12 milliard d'euros), ce dernier détient aux États-Unis des plages de fréquences qui pourraient être utiles pour la 5G. Le mois suivant, Verizon annonce une offre d'acquisition de 3,1 milliards de dollars (l'équivalent d'environ 2,8 milliards d'euros) sur Straight Path Communications. Le 12 juin 2018, le juge Richard Leon approuve le rachat par AT&T de Time Warner.
En octobre 2019, AT&T annonce la vente de ses activités à Porto Rico à Liberty Latin America pour 1,95 milliard de dollars.
En février 2021, AT&T annonce la vente d'une participation dans DirecTV, qu'il avait acquis pour 68 milliards d'euros quelques années plus tôt.

### Désinvestissement dans WarnerMedia
Le 17 mai 2021, 3 ans après son acquisition, AT&T annonce se désinvestir de WarnerMedia et fusionner l'entreprise avec un autre groupe de média américain, Discovery, Inc., qui possède principalement des chaînes de télévision. Avec cet accord, les actionnaires d'AT&T détiendront 71% du nouveau groupe (respectivement 29% pour les actionnaires de Discovery). Cette opération a pour objectif de recentrer les activités de l'opérateur qui a beaucoup souffert de la pandémie en 2020. Cette nouvelle entité WarnerMedia-Discovery devrait se concentrer sur le streaming, prévoyant d'investir 20 milliards de dollars par an en nouvelles productions dans les services HBO Max et Discovery+, pour concurrencer entre autres Netflix et Prime Video qui dominent le marché du SVOD. L'opération devrait se conclure d'ici mi-2022. Il est prévu que David Zaslav, l'actuel PDG de Discovery, prenne la tête du nouveau groupe. Au micro de CNN, ce dernier annonce que son homologue de chez WarnerMedia, Jason Kilar, fera également partie de la nouvelle entité, sans préciser son poste. Cette décision a été saluée par la bourse de New York : le jour de l'annonce, l'action d'AT&T grimpait de 2%.
En juillet 2021, AT&T annonce la vente des activités en Amérique latine de DirecTV, regroupées autour de la marque Vrio, à un fonds d'investissement pour 4,6 milliards de dollars. En décembre 2021, AT&T annonce la vente de sa filiale de publicité en ligne Xandr à Microsoft, pour un montant de 1 milliard de dollars.
En mai 2025, AT&T annonce l'acquisition pour 5,75 milliards de dollars des activités résidentielles de fibre optique de Lumen Technologies, lui permettant d'acquérir environ 1 million de clients fibre.

## Bell Operating Companies
Parmi les vingt-deux Bell Operating Companies que possédait AT&T avant la décision anti-trust de 1984, onze (BellSouth combinait deux d'entre elles) sont devenues une partie de la nouvelle AT&T Inc. avec la finalisation de l'acquisition de BellSouth Corporation le 29 décembre 2006 :
- BellSouth Telecommunications (anciennement connues en tant que Southern Bell et South Central Bell)
- Illinois Bell
- Indiana Bell
- Michigan Bell
- Nevada Bell (anciennement connue sous Bell Telephone Company of Nevada)
- Ohio Bell
- Pacific Bell (anciennement Pacific Telephone & Telegraph)
- Southwestern Bell
- Wisconsin Bell (anciennement Wisconsin Telephone)

AT&T détient également les opérateurs suivants, non considérés comme une Bell Operating Company :
- Southern New England Telephone - l'AT&T historique n'en détenait que 16,8 % avant 1984.

### Anciens opérateurs
Les compagnies suivantes ont disparu à la suite de leur acquisition par SBC/AT&T :
- Southwestern Bell Texas - une compagnie distincte créée par SBC et réincorporée le 30 décembre 2001
- Woodbury Telephone - fusionnée avec la Southern New England Telephone le 1er juin 2007

## NomsDoing business as(d/b/a)
Le 15 juin 2006, AT&T a commencé à utiliser de nouveaux d/b/a pour ses Bell Operating Companies et les holdings possédant celles-ci. La liste suivante de d/b/a montre les différents noms utilisés pour ces sociétés, avec la raison sociale légale entre parenthèses, listées dans l'ordre de leur acquisition. Les compagnies de holding sont en gras, à l'exception de la Southwestern Bell Telephone qui n'est pas une compagnie de holding, vu qu'elle a toujours été détenue par AT&T depuis sa création en tant que Southwestern Bell Corporation.
AT&T Corporation et ses holdings sont omises, car elles continuent leurs activités sous leur dénomination légale.
- AT&T Inc.
  - AT&T Southwest (Southwestern Bell Telephone)
  - AT&T Arkansas (Southwestern Bell Telephone)
  - AT&T Kansas (Southwestern Bell Telephone)
  - AT&T Missouri (Southwestern Bell Telephone)
  - AT&T Oklahoma (Southwestern Bell Telephone)
  - AT&T Texas (Southwestern Bell Telephone)
  - AT&T West (Pacific Telesis Group)
    - AT&T California (Pacific Bell Telephone Company)
    - AT&T Nevada (Nevada Bell Telephone Company)

  - AT&T Midwest (AT&T Teleholdings, Inc.)
    - AT&T Illinois (Illinois Bell Telephone Company)
    - AT&T Indiana (Indiana Bell Telephone Company)
    - AT&T Michigan (Michigan Bell Telephone Company)
    - AT&T Ohio (The Ohio Bell Telephone Company)
    - AT&T Wisconsin (Wisconsin Bell, Inc.)

  - AT&T South (BellSouth Corporation)
    - AT&T Southeast (BellSouth Telecommunications, Inc. as a whole)
    - AT&T Alabama (BellSouth Telecommunications, Inc.)
    - AT&T Florida (BellSouth Telecommunications, Inc.)
    - AT&T Georgia (BellSouth Telecommunications, Inc.)
    - AT&T Kentucky (BellSouth Telecommunications, Inc.)
    - AT&T Louisiana (BellSouth Telecommunications, Inc.)
    - AT&T Mississippi (BellSouth Telecommunications, Inc.)
    - AT&T North Carolina (BellSouth Telecommunications, Inc.)
    - AT&T South Carolina (BellSouth Telecommunications, Inc.)
    - AT&T Tennessee (BellSouth Telecommunications, Inc.)

## Controverses et polémiques

### Financement des partis politiques
Selon le Center for Responsive Politics (Centre pour une Politique Responsable), AT&T est le second plus important participant au financement des campagnes politiques, en ayant donné 36 millions de dollars depuis 1990, avec respectivement 56 % pour les républicains et 44 % les démocrates. Une des clés de décision politique pour AT&T est de déterminer à quelles sociétés reviendra le droit de réaliser des profits en décrochant des contrats de fourniture d'accès Internet à très large bande aux États-Unis.

### Controverses sur la censure
En août 2007, le groupe Pearl Jam participe au Lollapalooza à Chicago, lequel concert est diffusé sur le web par AT&T. Le groupe, alors qu'il joue le titre Daughter, se met à interpréter la chanson Another Brick in the Wall des Pink Floyd avec des paroles modifiées pour critiquer le président George W. Bush, en disant par exemple « Bush, laisse le monde en paix » ou « George Bush, trouve-toi une autre maison ! ». Les auditeurs d'AT&T ne peuvent écouter que la première ligne, car la suite est censurée, bien que le porte-parole d'AT&T déclare que la coupure est « due à une erreur ».
En septembre 2007, AT&T fait changer ses contrats pour déclarer : « AT&T pourra immédiatement mettre fin ou suspendre tout ou partie de votre service, identifiant, adresse de courrier électronique, adresse IP, URL ou nom de domaine que vous pourriez utiliser, sans préavis, pour toute conduite qu'AT&T pense […] pouvoir nuire au nom ou à la réputation d'AT&T et compagnies parentes, affiliées ou subordonnées ».

### Controverses sur le respect de la vie privée
En 2006, la Electronic Frontier Foundation intente un procès suivant la procédure de la class action, Hepting v. AT&T, accusant AT&T d'avoir autorisé des agents de la NSA à surveiller des communications téléphoniques et internet de clients d'AT&T sans mandat, sur le modèle de la Room 641A de San Francisco. Si l'accusation se révélait avérée, il s'agirait d'une violation de l'Intelligence Surveillance Act de 1978 ainsi que du premier et du quatrième amendement de la Constitution des États-Unis. AT&T n'a ni confirmé ni infirmé avoir autorisé ces écoutes. En avril 2006, un technicien d'AT&T à la retraite, Mark Klein, a signé une déposition qui soutient l'accusation, puis il a publié un livre sur le sujet. Le département de la Justice a déclaré qu'il interviendrait dans la procédure en faisant usage de son droit au secret d'État.
En mai 2006, USA Today rapporte que tous les enregistrements d'appels internationaux et nationaux ont été remis à la NSA par AT&T, Verizon, SBC et BellSouth dans le but de créer une immense base de données des appels. Les parties de la nouvelle AT&T qui faisaient partie de SBC Communications avant le 18 novembre 2005 ne sont pas mentionnés dans l'article.
Le 21 juin 2006, le San Francisco Chronicle affirme qu'AT&T a révisé sa politique de respect de la vie privée. La nouvelle politique, qui a pris effet le 23 juin de la même année, dit que « AT&T, et non les clients, est le propriétaire des informations confidentielles des clients et peut les utiliser pour protéger ses intérêts commerciaux légitimes, protéger des tiers ou répondre à des exigences légales ».
Le 22 août 2007, le Directeur du renseignement national Mike McConnell a confirmé qu'AT&T était une des sociétés à avoir assisté le gouvernement dans son programme d'écoute sans mandat.
Le 31 mars 2024, le New York Times rapporte que les dossiers privés de millions de clients d'AT&T ont été affectés par un piratage de données divulguées sur le dark web.

### Discriminations contre les médias communautaires
AT&T est accusée par les partisans des médias communautaires de faire preuve de discrimination à l'encontre des « local public access channels » (chaînes de télévision diffusées, aux États-Unis, par les autorités locales ou le gouvernement, appelées PEG pour « public, education, government channels ») en « imposant des restrictions injustes qui limiteront fortement l'audience ».
D'après Barbara Popovic (directrice exécutive de la Chicago Access Corporation–CAN TV–in Chicago), aucun des bénéfices du nouveau système de diffusion d'AT&T (appelé U-verse) - tels que le guide pour faciliter l'accès à une émission, le changement rapide de chaîne, l'enregistrement DVR… - n'est disponible pour les chaînes publiques.
La California Public Utilities Commission (une commission qui régule, en Californie, les services publics dont la gestion a été déléguée au secteur privé ; telles que l'énergie électrique, les télécommunications, le gaz naturel, l'alimentation en eau) rapporte qu'« au lieu de mettre les stations sur des chaînes individuelles, AT&T a groupé les chaînes communautaires en une chaîne générique ». Cela rend la navigation longue et complexe.

### Facturations frauduleuses
En août 2016, la Commission fédérale des télécommunications américaines annonce la condamnation d'AT&T à payer 7,5 millions de dollars pour avoir laissé des entreprises fournissant un prétendu service d'annuaire facturer des abonnés à hauteur de 9 dollars par mois. L'escroquerie découverte par la DEA a montré que ces sommes, sur lesquelles AT&T percevait une commission, servaient en réalité à financer des escrocs et trafiquants de drogue.

## Lieux, événements et partenaires désignés par le nom d'AT&T

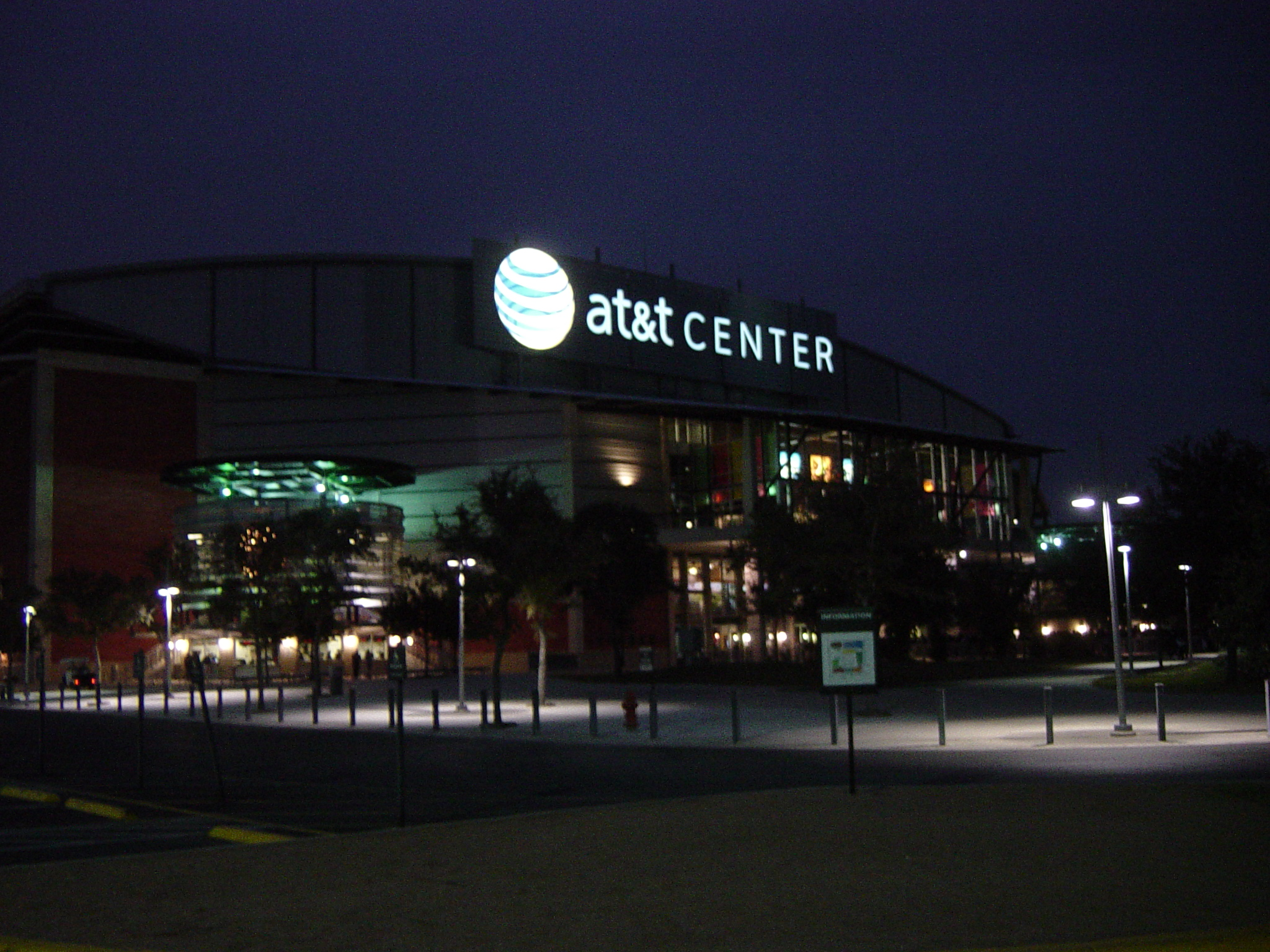
L'AT&T Center de San Antonio.

- AT&T Bricktown Ballpark — Oklahoma City, Oklahoma (anciennement Southwestern Bell Bricktown Ballpark, SBC Bricktown Ballpark)
- AT&T Center — San Antonio, Texas (anciennement SBC Center)
- AT&T Champions Classic — Valencia, Californie
- AT&T Classic — Atlanta, Géorgie (anciennement BellSouth Classic)
- AT&T Cotton Bowl Classic (anciennement Mobil Cotton Bowl Classic, Southwestern Bell Cotton Bowl Classic, SBC Cotton Bowl Classic) — joué à Dallas, Texas, au Cotton Bowl stadium.
- AT&T Field — Chattanooga, Tennessee (anciennement BellSouth Park)
- AT&T National
- AT&T Plaza — Dallas, Texas (le nouveau bâtiment devant l'American Airlines Center à Victory Plaza)
- AT&T Park — San Francisco, Californie (anciennement Pacific Bell Park, SBC Park)
- AT&T Pebble Beach National Pro-Am
- AT&T Red River Rivalry — Dallas, Texas (anciennement Red River Shootout, SBC Red River Rivalry)
- Jones AT&T Stadium — Lubbock, Texas (anciennement Clifford B. and Audrey Jones Stadium, Jones SBC Stadium)
- Sponsoring de la voiture no 31 pilotée par Jeff Burton--Richard Childress Racing--NEXTEL Cup
- AT&T 250 - -NASCAR Busch Series race - - Milwaukee Mile
- AT&T Williams F1 Team — basée à Grove, Oxfordshire, Royaume-Uni